# Joachim Rohlfes
Joachim Rohlfes (* 11. Dezember 1929 in Stendal; † 18. Mai 2025 in Bielefeld) war ein deutscher Geschichtsdidaktiker und Professor für Geschichte und ihre Didaktik an der Universität Bielefeld.

## Leben
Rohlfes wurde als Sohn des Oberlandwirtschaftsrats Otto Rohlfes geboren und evangelisch getauft. 1938 zog er nach Oldenburg. Nach dem 1949 bestandenen Abitur studierte er Geschichte, Germanistik und Latein in München und Göttingen. Seine bei Reinhard Wittram erstellte Göttinger Dissertation von 1955 trug den Titel „Staat, Nation, Reich in der Auffassung der deutschen evangelischen Kirche im Zeitalter der deutschen Einigung (1848–1871)“. Nach einer Tätigkeit als Lehrer am Alten Gymnasium in Oldenburg und Fachleiter wurde er 1968 Professor an der Pädagogischen Hochschule in Bielefeld und an der Universität Bielefeld. Rohlfes hat 1971 die Umrisse einer Didaktik der Geschichte und 1986 das Werk Geschichte und ihre Didaktik verfasst, das über Jahrzehnte dem Fach eine Grundlegung gab.
Rohlfes stand immer dem Schulunterricht sehr nahe und blieb aus einer pragmatischen Position gegen theoretische Konstruktionen der kritischen Geschichtsdidaktik misstrauisch, etwa von Klaus Bergmann, Annette Kuhn oder Hans-Jürgen Pandel. Auch den Geschichtstheorien Jörn Rüsens und Karl-Ernst Jeismanns stand er skeptisch gegenüber.
Rohlfes war Koautor des Schulgeschichtsbuches Geschichte und Geschehen (Ernst Klett Verlag), Mitherausgeber der Oberstufenreihe Politische Weltkunde (Ernst Klett Verlag) und von 1976 bis 2009 Mitherausgeber der Zeitschrift Geschichte in Wissenschaft und Unterricht.

## Werke
- Probleme und Möglichkeiten des Geschichtsunterrichts, in: Herbert Krieger (Hrsg.), Aufgabe und Gestaltung des Geschichtsunterrichts. Handreichungen für den Geschichtslehrer, Frankfurt a. M., S. 1–25.
- Deutschland seit 1945. Historisch-politische Weltkunde. Klett Leipzig 1995 (mehrere Neuauflagen), ISBN 978-3-12-456201-2.
- Geschichte und ihre Didaktik. Göttingen 1. Aufl. 1986, 3. Aufl. 2005. (online).
- Umrisse einer Didaktik der Geschichte. Göttingen 1971.
- (Hrsg.), Historische Gegenwartskunde. Handbuch für den politischen Unterricht. Göttingen 1970.